# Guillermo Cifré
Guillermo Cifré (1921-1962) est un dessinateur espagnol.

## Biographie
Il débute aux dessins animés Chamartin, puis s'oriente vers la bande dessinée. Il a collaboré avec les Editions Brugera (Pilgarcito, El Campeon) avec en particulier une parodie de Superman El Cabalero del Salmonete. Il fonde en 1957 Tio Vivo. Son plus grand succès est Don Furico Buscabollos, un personnage italien moustachu.
Son fils Guilem (1952-2014) était également dessinateur.